# Alcaravão-d'água
O alcaravão-d'água (Burhinus vermiculatus) é uma espécie de ave da família Burhinidae.

## Distribuição e habitat
Esta espécie tem uma distribuição alargada na África subsariana, ocorrendo em África do Sul, Angola, Botswana, Burkina Faso, Burundi, Camarões, Costa do Marfim, Eswatini, Etiópia, Gabão, Gana, Libéria, Malawi, Moçambique, Namíbia, Níger, Nigéria, Quénia, República Centro-Africana, República do Congo, República Democrática do Congo, Ruanda, Senegal, Somália, Tanzânia, Uganda, Zâmbia e Zimbabué.
Ocorre na margem de lagos, estuários e rios, assim como em mangais.